# Constantin Prisnea
Constantin Prisnea  (n. 2 februarie 1914, Botoșani – d. 22 aprilie 1968, București) a fost un  demnitar comunist român, absolvent al Facultății de Științe din Iași.
A fost adjunct la Ministerul Industriei (1948) și al Silviculturii (1949), ministru al Industriei Lemnului, Hârtiei și Celulozei (1951-1952) și al Agriculturii (1952-1953), prim-adjunct al ministrului Culturii din 1954, iar din anul 1959 devine adjunct al ministrului Învățământului și al Culturii. Ulterior, va fi vicepreședinte al Comitetului pentru Radiodifuziune și Televiziune. Constantin Prisnea a fost deputat în Marea Adunare Națională în sesiunea 1952 -1957.

## Opere
- După alungarea faraonilor, București, Editura de Stat pentru Literatură și Artă, 1957;
- Însemnări din țara nouă, București, Editura de Stat pentru Literatură și Artă, 1959;
- Țara vinurilor, București, Editura pentru literatură, 1963;
- Călătorii, București, București, Editura pentru literatură, 1967;
- Catedrala scufundată, București, Editura pentru literatură, 1968;
- Mănăstirea Neamț, București, Meridiane, 1969.

## Distincții
- Medalia „A cincea aniversare a Republicii Populare Române” (24 decembrie 1952) „pentru lupta și munca duse în vederea făuririi, consolidării și prosperării Republicii Populare Române”[5]
- Ordinul „Steaua Republicii Populare Romîne” clasa a II-a (30 decembrie 1957) „cu ocazia celei de a zecea aniversări a proclamării Republicii Populare Romîne și pentru merite deosebite în îndeplinirea sarcinilor date de Partidul Muncitoresc Romîn, pentru merite deosebite pe tărîmul construcției de stat, economice, sociale, culturale și obștești”[6]
- Ordinul „23 August” clasa a III-a (12 august 1959) „pentru merite deosebite în opera de construire a socialismului”[7]
- Medalia „40 de ani de la înființarea Partidului Comunist din Romînia” (6 mai 1961) „pentru merite în activitatea de partid și întărirea regimului democrat-popular”[8]
- Ordinul Muncii clasa I (24 aprilie 1964) „pentru merite în opera de construire a socialismului, cu prilejul împlinirii vîrstei de 50 de ani”[9]